# Pacchetto Treu
Con pacchetto Treu si indicano alcune norme in tema di diritto del lavoro in Italia così dette poiché proposte da Tiziano Treu, ministro del lavoro e della previdenza sociale del governo Prodi I. Tali norme furono emanate con lo scopo di contrastare la disoccupazione attraverso l'introduzione di contratti di lavoro temporanei (lavoro interinale) e flessibili.

## Storia
Il primo progetto di legge risale al 12 aprile 1995, durante il governo Dini, e si proponeva di disciplinare la flessibilità lavorativa in particolare contratti a tempo determinato, lavoro interinale, job sharing e altre forme contrattuali di lavoro atipico, sino ad allora non previste dal diritto del lavoro in Italia.
Durante il governo Prodi I la legge delega 24 giugno 1997, n. 196 autorizzava il governo ad emanare un paio di decreti legislativi, al fine di dare piena attuazione al progetto di legge, in particolare riguardo al contrasto alla disoccupazione del sud Italia e alla disciplina dei lavori socialmente utili.

## Le norme
Le leggi emanate in tutto furono tre ovvero:
- la legge delega 24 giugno 1997, n. 196;
- il d.lgs. 7 agosto 1997, n. 280;
- il d.lgs. 1º dicembre 1997, n. 469.

## Contenuto
Le norme comportarono l'abrogazione di alcune disposizioni del codice civile italiano, come ad esempio l'art. art. 2097 c.c.):
Inoltre regolavano direttamente determinati istituti (apprendistato, lavoro interinale), disposizioni sulla produzione legislativa futura e disposizioni di rinvio della contrattazione sociale, regolamentando anche in modo più completo la figura dei lavori socialmente utili, e introducendo il contratto di collaborazione coordinata e continuativa e il contratto a progetto.
Dal punto di vista giuridico introdusse il concetto del contratto di lavoro temporaneo, definito lavoro interinale (art. 3), precedentemente vietato dalla legge 23 ottobre 1960, n. 1369, e di fornitura di prestazioni di lavoro temporaneo (art. 1) nonché l'istituto del tirocinio formativo.
Nel 1997 la l.n. 196 fa entrare in vigore alcune misure per il lavoro siglate dal governo Prodi, ad esempio l'incntivazione del Contratto di Formazione e Lavoro, un contratto a tempo indeterminato a causa giuridica mista, caratterizzato dalla prestazione lavorativa del dipendente e dall'obbligo del latore di lavoro a provvedere alla formazione. 

## Critiche
Nonostante il proposito di sbloccare il mercato del lavoro in Italia e aumentare l'occupazione tramite la flessibilità, l'approvazione del pacchetto Treu e l'uso distorto dei contratti di lavoro atipico ha contribuito a creare il fenomeno del precariato in Italia.